# 台灣民族黨
台灣民族黨（Taiwanese National Party）是臺灣的一個政黨，2011年7月10日由前總統府國策顧問黃華與臺灣獨立運動人士高金郎、學者劉重義、楊智淵等人成立，強調臺灣人民有權利要求公民投票建國。歷屆黨主席：黃華、莊孟學、蔡金龍。

## 訴求與主張
台灣民族黨主張，臺灣與臺灣人應徹底掙脫外來殖民統治強加在臺灣人身上的枷鎖。2011年7月8日，黃華表示，台灣民族黨最主要的目標是促成台灣住民自決公投，發展方向是宣傳台灣主權不屬於中華民國也不屬於中華人民共和國、而是屬於台灣人民，臺灣人民有權利要求公投建國。

## 活動

### 參與選舉
2011年7月8日，黃華認為，台灣民族黨的成立，不會有泛綠勢力分散的問題，也不會對民主進步黨的選情造成衝擊，反而對民進黨有幫助。
2011年9月13日，台灣民族黨副秘書長莊孟學參加2012年中華民國總統選舉，副手人選則由新台灣黨主席黃國華擔任。他們表示，參選目的並不在於贏得總統權位，而是要爭取發言權，發展組織擴大基礎，推展臺灣民族運動，並以協助民進黨總統候選人蔡英文當選為目的。參選聲明表示，希望藉選舉活動「向台灣及國際社會宣示臺灣主權應由臺灣住民公投決定，及中華民國流亡政府在台灣沒有統治的合法性」。莊孟學主張「台灣人有權利也有必要執行轉型正義」，並痛批「馬英九集團偽造九二共識，出賣台灣來換取中共撐腰」。惟向中華民國中央選舉委員會正式登記為被連署人、展開連署後，未達門檻、且未將連署書送審而無法參選。
2012年3月，黃華以健康理由辭任台灣民族黨主席，黨主席補選由莊孟學當選。

### 台灣國籍宣示運動
2012年11月，台灣民族黨、台灣基督長老教會、陳文成博士紀念基金會、台灣北社、臺灣民族同盟、高雄市臺灣加入聯合國協進會等25個主張台灣獨立建國的團體共同組成「台灣國籍宣示委員會」，啟動「台灣國籍宣示運動」，推動「台灣國籍宣示證登記」，宣示「我是台灣人、不是中國人，台灣主權屬於台灣，台灣是我的國家」；而年齡達18歲者，有資格加入「台灣守護隊」，作為建國運動的草根能量；當登記人數達到300萬，則進一步組織代表台灣人的最高民意機構「台灣國民議會」，進而宣示台灣主權、制定台灣憲法草案、成立台灣國臨時政府、罷免違反台灣利益的立法委員；最後，終結中華民國以完成台灣獨立建國。台灣國籍宣示委員會總召集人劉重義表示，「台灣國籍宣示運動」被認為是確實可行的方案，是因為已經有前例可循：愛沙尼亞就是以國籍登記的方式自行選舉出屬於愛沙尼亞的國民議會，進而達成獨立建國的目的；委員會計畫朝向成立1萬個分會點的目標發展組織，只要每分會有300人登記宣示，建立台灣國民議會的門檻人數300萬人便可達成；尤其現階段中華民國總統馬英九不斷跳票的政經政策導致民怨四起，正是非暴力革命的最佳時機。台灣民族黨主席莊孟學表示，現在的台灣已經民主化，但中華民國政府的本質仍然是一個外來政權，林林種種對待不同族群的不公義政經措施更證明中華民國是不折不扣的殖民體制，「要把這個體制徹底終結掉，台灣人民才有真正的出頭天」，而台灣許多問題都跟國籍問題息息相關。
2014年4月17日，莊孟學發布退黨聲明，宣布退出台灣民族黨，抨擊「台灣民族黨的黨內權力鬥爭，讓本人深感痛惡；尤其年近七十歲、甚至超過七十歲的人對中青世代的鬥爭方式，令人嘆為觀止、也不勝唏噓」。
2021年7月9日，台灣民族黨總顧問劉重義批評，民進黨不但沒有推動台獨的意願，反而強力阻止台灣民間推動對台獨有利的活動，「這種無民族尊嚴的台灣本土政黨，會將台灣帶上南越的死路」。

### 抗議劉政鴻土皇帝
2013年9月，為抗議苗栗縣長劉政鴻的強拆大埔爭議，台灣民族黨在強拆張藥房滿2個月之際於臉書上發起「九一八苗栗後龍烤肉趴活動」，號召民眾揪團到劉政鴻在高鐵苗栗站特定區內的老家門口烤肉賞月，還反諷的推出深度導覽活動，揭開劉政鴻土皇帝這塊風水寶地的神秘面紗。

## 反對中華民國政府與中共簽協議
2011年10月，台灣民族黨與台灣國辦公室等團體針對馬英九聲稱考慮與中國洽簽「和平協議」，至總統府抗議馬英九出賣台灣的計畫。莊孟學表示:「中共在1951年5月與圖博簽訂和平協議17條後，隨即於10月以這紙協議為掩護派兵攻佔拉薩。和中共簽的和平協議根本就是投降協議。2005年2月美國前總統柯林頓訪問台灣時也曾警告:和中共簽中長程協議，反而可能成為中共出兵動武的藉口，禍延子孫。」
2013年7月，台灣民族黨認為馬英九政府未召開公聽會、未諮詢各界意見、未經人民同意，即擅自與中國私訂服貿協議，一旦實施將嚴重衝擊台灣中小企業和傳統產業，損害台灣利益、拋棄台灣主權，等於拱手讓中國吃掉，涉嫌觸犯刑法一○四條「通謀喪失領域罪」、一一三條「私與外國訂約罪」、一一四條「違背對外事務委任罪」，黨主席莊孟學至臺灣高等法院檢察署具狀告發總統馬英九與海基會董事長林中森，要求檢方立即調查，不應等總統卸任再辦。高檢署則回應將依法受理，由承辦檢察官視辦案需求，決定是否傳喚總統。

## 外部連結
- Pro-independence supporters announce establishment of new political party （页面存档备份，存于）, Taipei Times, 2011/7/9